# 1174 Мармара
1174 Мармара (1174 Marmara) — астероїд головного поясу, відкритий 17 жовтня 1930 року.
Тіссеранів параметр щодо Юпітера — 3,213.